# Allerey-sur-Saône
Allerey-sur-Saône is een gemeente in het Franse departement Saône-et-Loire (regio Bourgogne-Franche-Comté) en telt 616 inwoners (1999). De plaats maakt deel uit van het arrondissement Chalon-sur-Saône. Het dorp ligt aan de Saône.

## Geografie
De oppervlakte van Allerey-sur-Saône bedraagt 16,4 km², de bevolkingsdichtheid is 37,6 inwoners per km².
De onderstaande kaart toont de ligging van Allerey-sur-Saône met de belangrijkste infrastructuur en aangrenzende gemeenten.

## Demografie
Onderstaande figuur toont het verloop van het inwonertal (bron: INSEE-tellingen).

1. ↑  Populations de référence 2022.